# Nyceryx magna
Nyceryx magna là một loài bướm đêm thuộc họ Sphingidae. Loài này có ở Brasil, Costa Rica và Ecuador.
Cá thể trưởng thành mọc cánh quanh năm.
Ấu trùng ăn các loài Pentagonia donnell-smithii.

## Miêu tả

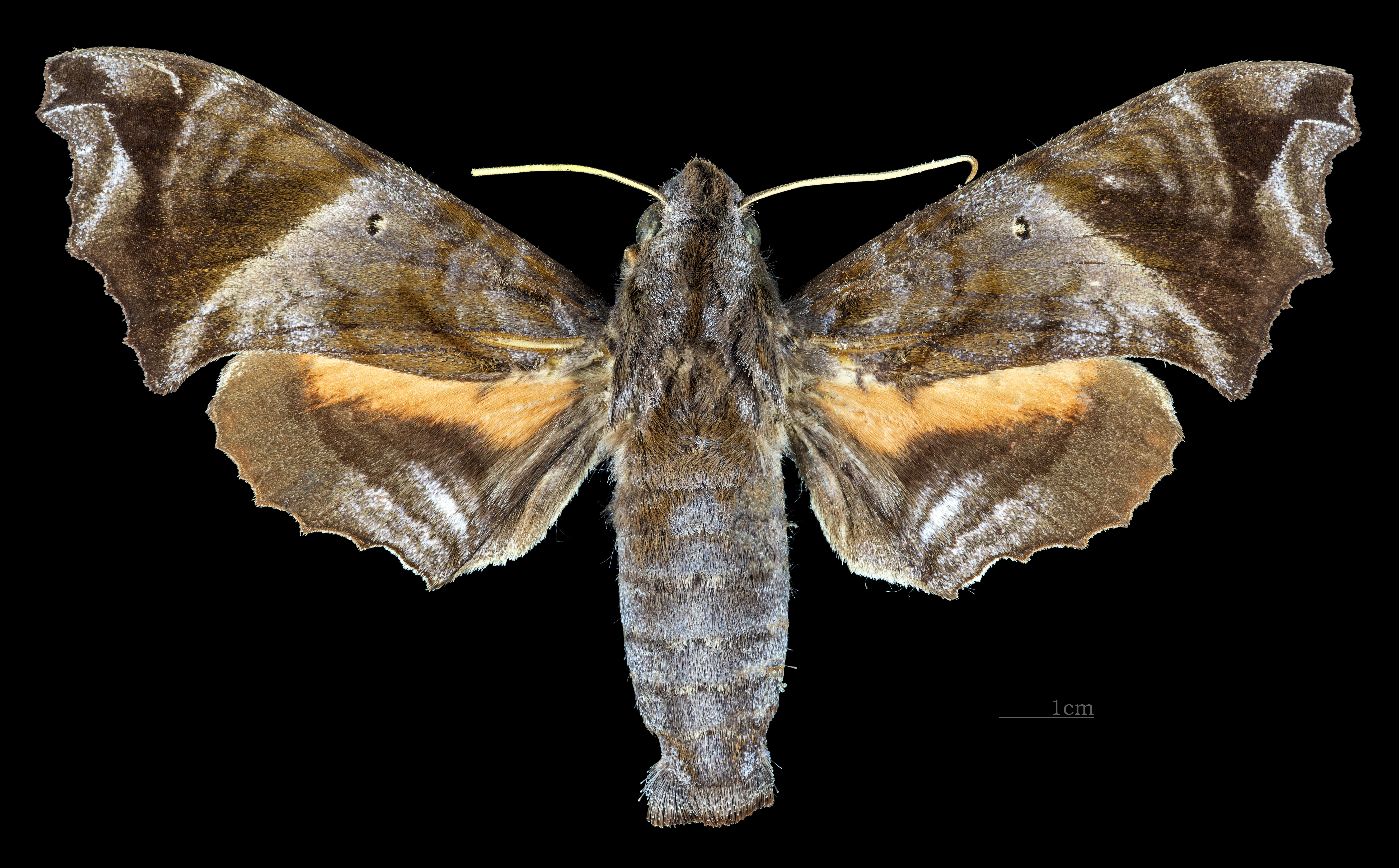
Nyceryx magna  ♀
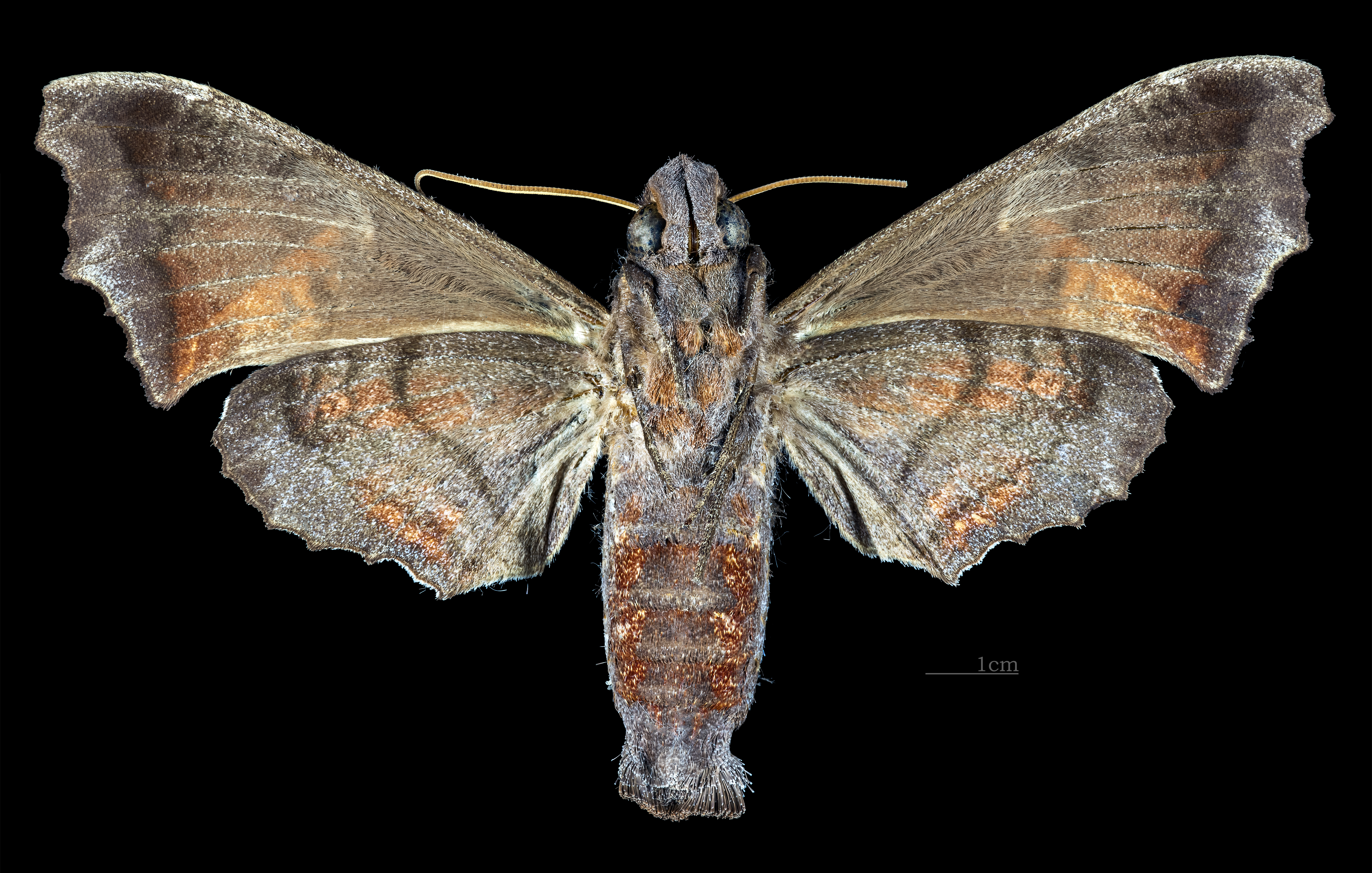
Nyceryx magna  ♀ △